# 케이 트렘블레이
케이 트롬블레이(Kay Tremblay, 영어 발음: /ˈtrɒmbleɪ/, 1914년 3월 13일 ~ 2005년 8월 9일)는 영국의 배우이다.
글래스고에서 태어났으며 스트랫퍼드에서 사망하였다.

## 출연 작품
- 다이아몬드를 쏴라 (2001년)
- 시니어 트립 (1995년)
- 퍼스트 디그리 (1995년)
- 샘 앤드 미 (1991년)
- 사랑과 살인 (1990년)
- 나이트 히트 (1985년)
- 휴먼 독 (1980년)

### 텔레비전
- 13일의 금요일 - TV 시리즈 (1990)
- Avonlea (1990-96)